# Dommartin-aux-Bois
 Dommartin-aux-Bois  es una población y comuna francesa, en la región de Lorena, departamento de Vosgos, en el distrito de Épinal y cantón de Épinal-Ouest.

## Demografía
| 377 | 309 | 288 | 309 | 360 | 336 |
| Para los censos de 1962 a 1999 la población legal corresponde a la población sin duplicidades (Fuente: INSEE [Consultar]) |     |     |     |     |     |